# Kerstin Boulogner
Kerstin Mari-Anne Boulogner Malmberg, född 7 februari 1945, är en svensk textil- och klädformgivare.
Boulogner, som är dotter till arkitekten Carl Gustaf Boulogner och författaren Ella Wiman, växte upp i Vällingby i Stockholm. I den kreativa miljön hon växte upp i uppmuntrades hon att skapa föremål och hennes pappa föreslog efter att hon slutat skolan att hon skulle utbilda sig till formgivare. Hon studerade från 1966 på modelinjen vid Anders Beckmans skola med Göta Trägårdh som huvudlärare. 
Under sin skoltid skapade hon som en skoluppgift tygmönstret mmm. Trägårdh som fattat tycke för mönstret köpte det för 1000 kronor för textilföretaget Strömmas räkning, men erbjöd senare Boulogner att återköpa sitt mönster. Boulogner sade dock nej så Strömma sålde mönstret vidare till Ikea som namngav det till Oberon, för Ikea blev det en storsäljare och över 70 000 meter av tyget såldes.
I början av 1970-talet anställdes hon vid Nordiska kompaniets designavdelning där hon under Wanja Djanaieff fick fria gränser att skapa tygmönster. Tillsammans med Aino Östergren och Boel Matzner bildade hon 1976 designgruppen Svenska Designbyrån som öppnade butiken Byrålådan i Stockholm 1980, butiken följdes senare av en butik i Göteborg. Svenska Designbyrån fick under 1980-talet i uppdrag av Statens järnvägar att skapa nya uniformer till bolagets personal uppdraget ledde till att man även fick utforma uniformer för Postverket och arbetskläder för Apoteket. I butiken Byrålådan, senare kallad Boulogner, sålde hon tidlösa baskläder i naturmaterial. Boulogner blev även känd för sina enkla, ofodrade kappor. Från 1984 samarbetade hon med Kerstin Wermelin och gjorde kläder i ull. Hon experimenterade även med andra material som vadmal och microfiber.
Boulogner tilldelades utmärkelsen Utmärkt svensk form 1984. Från 1984 samarbetade hon även med Kerstin Wermelin och gjorde kläder i ull. Vid sidan av sitt eget skapande var hon periodvis anlitad som lärare i form vid Konstfack. Hon genomförde en separatutställning med sina mönster och kläder på Kulturhuset i Stockholm 1981. Boulogner har även arbetat med utställningar och scenografi.
Boulogner är representerad med tygtryck vid Nationalmuseum och med kläder vid Nordiska museet.
Hon gifte sig 1979 med Torkel Rasmusson men är efter skilsmässa gift med Dag Malmberg.